# Pseudophygopoda subvestita
Pseudophygopoda subvestita är en skalbaggsart som först beskrevs av White 1855.  Pseudophygopoda subvestita ingår i släktet Pseudophygopoda och familjen långhorningar. Inga underarter finns listade i Catalogue of Life.